# Doratogonus zuluensis
Doratogonus zuluensis là một loài cuốn chiếu thuộc họ Spirostreptidae. Chúng là loài đặc hữu của Nam Phi.
Môi trường sống tự nhiên của chúng là các khu rừng ẩm thấp nhiệt đới hoặc cận nhiệt đới.
Loài này đang bị đe dọa do mất môi trường sống.